# Ignac Gregorač
Ignac Gregorač (partizansko ime Vid), slovenski arhitekt, publicist, nosilec Partizanske spomenice 1941, * 24. junij 1916, Reka, † 7. maj 2016, Ljubljana.

## Življenje in delo
Po D'Annunzijevem vdoru na Reko se je družina leta 1920 preselila v Tacen, leta 1923 pa v Ljubljano. Leta 1935 je maturiral na klasični gimnaziji in 1940 diplomiral na Tehnični fakulteti Univerze v Ljubljani kot diplomant Ivana Vurnika. Med študijem je bil dejaven v naprednih študentskih društvih. Leta 1941 se je vključil v OF; zaradi potrebe po raznovrstnih skrivališčih je skupaj z bratom Francem (Cenetom), študentom rudarstva, napravil skrivališče v domači hiši, v katerem je delovala ciklostilna tiskarnica in nato dokumentni oddelek CT, kjer sta delala sama z bratom. Iz Ljubljane je 15. julija 1942 odšel v partizane, kjer je bil tehnični sodelavec, organizator in politični delavec v Centralni tehniki.
Deloval je v partizanski tiskarni Triglav na Goteniškem Snežniku 1943 – 1944. Omogočil je tiskanje partizanskih obveznic. Ko je tiskanje 5- in 10-lirskih bankovcev steklo, je bil julija premeščen k vodstvu CT v Staro Žago za pomočnika vodje Grafičnega oddelka in za odgovornega za junija ustanovljeni Grafični atelje ter nato za vodjo Centralnega kolportažnega oddelka. Sredi oktobra 1944 je bil poslan v Beograd, v vrhovni štab NOV in POJ – v načelstvo OZNA, kjer je kot vršilec dolžnosti vodje 4. odseka dočakal 9. maj 1945. Kandidat KPS je bil od oktobra 1941, član od oktobra 1943.
Po vojni, 25. avgusta 1945, je postal upravnik Državnega filmskega podjetja DFJ in je dolžnost opravljal tri mesece, razrešen pa je bil 26. novembra. S tem je bilo pretrgano njegovo delo v Državnem filmskem podjetju. Storjena mu je bila velika krivica, vsa zadeva pa je potekala zelo burno in dramatično. Po treh mesecih (31.1.1946) se je vrnil v stroko kot projektant v Zveznem projektnem zavodu (ZPZ). Ker je bil dotlej še častnik – major JLA, je bil z ukazom ministra ljudske obrambe z dne 25. februarja 1946 premeščen v "rezervni sestav" in "dan na voljo civilnim oblastem". Na ZPZ je sodeloval pri obnovi dvorca kralja Aleksandra na Dedinju ter izdelal projekt za stavbo za agrikulturni laboratorij v Zemunu.
Februarja 1947 je  odšel v okviru tehnične in gospodarske pomoči kot projektant na delo v projektno podjetje pri gradbenem ministrstvu Ljudske republike Albanije v Tirano. Tam je projektiral volnarski kombinat v Tirani. V Tirani je tudi spoznal svojo bodočo ženo, profesorico Ljubico Tafra, iz Šibenika, ki je v Tirani delala v okviru pomoči jugoslovanske vlade na Kulturnem ministrstvu. Jeseni leta 1948, potem ko je po obsodbi FLRJ s strani Informbiroja prišlo do preloma med FLRJ in SSSR, in je vlada LR Albanije pretrgala sodelovanje s FLRJ, je znova nastopil delo v Beogradu, vendar ne v Zveznem projektnem zavodu, pač pa neposredno v Zveznem gradbenem ministrstvu.
V tem času je bil premeščen iz gradbenega ministrstva FLRJ v Upravo državne varnosti FLRJ. Nato je bil premeščen v sekretariat za notranje zadeve, kjer je deloval kot projektant. V letih 1952-53 se je strokovno izpopolnjeval v Parizu, kjer se je specializiral za projektiranje bolnišnic. Po vrnitvi je projektiral Šolski center civilne zaščite v Beogradu (Batajnici). Nato je deloval v Sekretariatu za zunanje zadeve, kjer je v letih 1960-61 sodeloval pri korekturi ameriškega projekta in bil nadzorni inženir  pri gradnji novega veleposlaništva SFRJ v Washingtonu do konca gradnje. Po osamosvojitvi leta 1991 je 28.12.2001 to veleposlaništvo po SFRJ prevzela Slovenija, in danes je tu slovensko veleposlaništvo.
Po vrnitvi v Beograd je izdelal idejni program in natečajni elaborat za kompleks zgradb za jugoslovansko veleposlaništvo v Moskvi.
Leta 1963 se je vrnil v domačo Ljubljano, ki jo je ves čas pogrešal, in je do upokojitve, 1. septembra 1972,  služboval v Ljubljanski banki Gospodarski banki Ljubljana, današnji SKB banki v Ljubljani, kjer je bil višji bančni svetnik.
V Ljubljani se je začela tudi njegova bogata publicistična dejavnost. V reviji Borec je leta 1969 ob 25-letnici ustanovitve Denarnega zavoda Slovenije pri predsedstvu SNOS v prispevku "Življenje v tiskarski postojanki 11A Triglavski tiskarni" nadrobno opisal delo in življenje v Triglavski tiskarni.
Kot soavtor je z akademsko slikarko Alenko Gerlovič napisal knjigo Likovna vzgoja otrok (=Likovni pouk otrok) (1968) in avtorsko knjigo Štampiljke Osvobodilne fronte slovenskega naroda, 1941 – 1945: podoba in dokaz rojstva slovenske družbe, ljudske oblasti in države v obdobju okupacije in narodnoosvobodilnega boja (1997),  za katero je Janko Kostnapfel (2009) zapisal: "Delo je glede na vsebino in izdelavo vredno doktorske disertacije s področja zgodovine, družboslovja in tehnike, vendar je zgodovinarjem bržčas le malo znano". Obe knjigi je tudi likovno oblikoval in opremil.
Oglašal se je in pisal tudi ob drugih žgočih problemih družbe in bil sodelavec Enciklopedije Slovenije.
Ignac Gregorač – Vid ni bil le arhitekt, dober risar in oblikovalec, bil je pisec člankov in dveh knjig, oblikovalec muzejskih razstav, bil je borec za varstvo okolja, aktiven družbeno-politični delavec, eden od ustanoviteljev gibanja Slovenska pot. Veliko tega bi lahko našteli, predvsem pa je bil ob svoji veliki strokovnosti, izjemno pošten, pri delu pregovorno natančen, analitičen in razumski do zadnjega trenutka privržen ideji humanistične in pravične družbe. Ob prelevitvah po osamosvojitvi leta 1991 je ostal načelen in zagovornik demokratične in pravične družbene ureditve. Ves čas je verjel v socialistični družbeni red in pravično socialno družbeno ureditev. Bil je privrženec ljudsko-frontnega in kmečko-delavskega gibanja.
Skupščina mesta Ljubljana je dne 26. marca 1984 na svoji seji sprejela sklep o podelitvi Zlate plakete ilegalca družini Gregorač. Zlato plaketo ilegalca je v imenu družine prejel 8. maja 1984.
Pokopan je bil v petek, 13. maja 2016, na ljubljanskih Novih Žalah z vojaškimi častmi.

## Odlikovanja, medalje, plaketa
Vrstni red redov pomeni njihovo zaporedje.
- Partizanska spomenica 1941, (1944)
- 15) Red dela z rdečo zastavo – Red dela I. stopnje, (7. februarja 1977)
- 20) Red zaslug za narod s srebrnimi žarki – Red  zaslug za narod II. stopnje
- 21) Red bratstva in enotnosti s srebrnim vencem – Red bratstva in enotnosti II. stopnje
- 29) Red partizanske zvezde s puškami – Red partizanske zvezde III. stopnje
- 33) Red dela s srebrnim vencem – Red dela III. stopnje
- Medalja desetletna JA (1941-1951) z lento
- Medalja ob 30. letnici denarnega zavoda
- Družina Gregorač – Zlata  plaketa ilegalca, (8. maja 1984)